# オセロ症候群
オセロ症候群（オセロしょうこうぐん、英：Othello syndrome）は、「パートナーから裏切られるのではないか」「相手を失うのではないか」などといった恐怖心から根拠のない嫉妬妄想が抑えられなくなる症状のことである。

## 語源
オセロ症候群は、ウィリアム・シェイクスピアの四大悲劇の一つ「オセロ」で、妻に激しい嫉妬の念を抱く主人公の名前から命名された。
作中では、現在のイタリアのヴェニスの気高い軍人のオセローが、部下の唆しによって「妻が不倫している」と信じ込み、偽りの証拠を元に偽りの不倫相手と妻を殺してしまうという内容となっている。
1951年にイギリスの精神科医ジョン・トッド博士によって命名された。

## オセロ症候群の例
以下にオセロ症候群の例を示す。
- パートナーに異性の上司・同僚・店員などと話して欲しくない
- テレビに出ている芸能人を褒めるのは浮気だと感じる
- パートナーのスマホやパソコンの履歴を逐次チェックする
- 相手がいつ誰とどこにいるのかを24時間把握していないと安心できない
- パートナーの財布やプライベート用の通帳などの金銭的な使用状況を確認する
- パートナーの衣服ポケットやバッグの中などを探って不審なものがないか確認する
- 一日に2回以上の連絡を強要する
- 相手の好みのタレントなどが出演する番組やサイトなどを見ることを禁じた
- 自分を置いてプライベートで外出することが許せない
- 仕事やアルバイトなどをやめてほしいと考える
- 相手のSNSを執拗に確認する
- 連絡に直ちに応答がないと不安になって相手に当たる

## 研究
DSM-5によると、オセロ症候群は妄想性障害―嫉妬型で、パートナーが不貞行為を行っているのではないかという思いを後押しする病的または異常な嫉妬が基礎軸であることを意味します。
一説には、このオセロ症候群における妄想的嫉妬の原因として、前頭葉機能障害が問題となる可能性があるとするものもある。